# America Ispanica
L'America Ispanica (In spagnolo Hispanoamérica chiamata anche América Hispana o América Española) è una regione culturale composta dai paesi di America in cui si parla spagnolo.
È un territorio composto da diciannove paesi con una popolazione totale di oltre 400 milioni di abitanti. Nella maggior parte di essi, lo spagnolo è la lingua ufficiale o co-ufficiale, nonostante la preesistenza di comunità, principalmente indigene, che parlano la loro lingua. Altre lingue parlate in America Ispanica sono guaraní, aymara, quechua, nahuatl, maya, wayú e mapudungun. La religione predominante è Cristianesimo (specialmente di denominazione cattolica).
Il termine deve essere distinto sia da Iberoamerica, che comprende le nazioni delle Americhe le cui lingua ufficiali o co-ufficiali sono lo spagnolo o il portoghese, e da America Latina, che raggruppa le nazioni o i territori del continente delle Americhe le cui lingue ufficiali o co-ufficiali sono lo spagnolo, il portoghese o il francese.

## Etimologia
Da un punto di vista etnografico, la popolazione dell'America Ispanica è diversa da paese a paese e cambia persino in ciascuna area geografica. In alcuni casi la sua base di popolazione è costituita da popoli nativi provenienti dall'est Asia che hanno scoperto o popolato il continente tra 25000 e 14000 anni fa, mentre in altri alla base ci sono migranti provenienti da Europa e Continente africano.

## Stati
Gli Stati considerati parte dell'America Ispanica sono i seguenti:
| Stato           | Superficie (km²) | Abitanti    | Capitale            | Lingua ufficiale         | Indipendenza                   |
| --------------- | ---------------- | ----------- | ------------------- | ------------------------ | ------------------------------ |
| Argentina       | 2 766 890        | 40 117 096  | Buenos Aires        | spagnolo                 | 9 luglio 1816 dalla Spagna     |
| Bolivia         | 1 098 581        | 10 907 778  | Sucre La Paz        | spagnolo lingue amerinde | 6 agosto 1825 dalla Spagna     |
| Cile            | 756 950          | 17 224 200  | Santiago del Cile   | spagnolo                 | 12 febbraio 1818 dalla Spagna  |
| Colombia        | 1 141 748        | 45 925 397  | Bogotà              | spagnolo inglese         | 20 luglio 1810 dalla Spagna    |
| Costa Rica      | 51 100           | 4 608 426   | San José            | spagnolo                 | 1º luglio 1823 dal Messico     |
| Cuba            | 109 886          | 11 239 363  | L'Avana             | spagnolo                 | 10 ottobre 1868 dalla Spagna   |
| Rep. Dominicana | 48 442           | 9 378 818   | Santo Domingo       | spagnolo                 | 16 agosto 1865 dalla Spagna    |
| Ecuador         | 272 046          | 15 007 343  | Quito               | spagnolo quechua         | 10 agosto 1809 dalla Spagna    |
| El Salvador     | 21 040           | 6 134 000   | San Salvador        | spagnolo                 | 15 settembre 1821 dalla Spagna |
| Guatemala       | 108 890          | 13 276 517  | Città del Guatemala | spagnolo                 | 15 settembre 1821 dalla Spagna |
| Honduras        | 112 492          | 8 249 574   | Tegucigalpa         | spagnolo                 | 1º luglio 1823 dal Messico     |
| Messico         | 1 972 550        | 112 336 538 | Città del Messico   | spagnolo                 | 15 settembre 1810 dalla Spagna |
| Nicaragua       | 130 373          | 5 891 199   | Managua             | spagnolo                 | 1º luglio 1823 dal Messico     |
| Panama          | 75 517           | 3 405 813   | Panama              | spagnolo                 | 3 novembre 1903 dalla Colombia |
| Paraguay        | 406 752          | 6 460 000   | Asunción            | spagnolo guaraní         | 14 maggio 1811 dalla Spagna    |
| Perù            | 1 285 216        | 29 496 000  | Lima                | spagnolo quechua aymara  | 28 luglio 1821 dalla Spagna    |
| Porto Rico      | 9 104            | 3 725 789   | San Juan            | spagnolo inglese         |                                |
| Uruguay         | 176 215          | 3 494 382   | Montevideo          | spagnolo                 | 25 agosto 1825 dal Brasile     |
| Venezuela       | 916 445          | 29 105 632  | Caracas             | spagnolo                 | 5 luglio 1811 dalla Spagna     |